# Pfaffenhofen, Heilbronn
Pfaffenhofen är en kommun och ort i Landkreis Heilbronn i regionen Heilbronn-Franken i Regierungsbezirk Stuttgart i förbundslandet Baden-Württemberg i Tyskland.
Kommunen ingår i kommunalförbundet Zabergäu tillsammans med staden Güglingen och kommunen Zaberfeld.